# Radio Times
Radio Times è un settimanale britannico dedicato principalmente ai palinsesti dei programmi televisivi e radiofonici; gli altri articoli contengono interviste, recensioni di film e articoli di lifestyle. Fondata nel settembre 1923 da John Reith, allora direttore generale della British Broadcasting Company, fu la prima rivista di programmazione radiotelevisiva al mondo. Nel settembre 2023 è diventata la prima rivista di programmazione radiotelevisiva a raggiungere e poi superare il suo centenario.
Il settimanale fu pubblicato interamente internamente da BBC Magazines dall'8 gennaio 1937 al 16 agosto 2011, quando la divisione fu fusa nella Immediate Media Company. Il 12 gennaio 2017, Immediate Media è stata acquistata dal gruppo mediatico tedesco Hubert Burda.
La rivista esce il martedì e propone i palinsesti della settimana dal sabato al venerdì.
Dal Natale del 1969, ogni dicembre viene pubblicato un numero a doppia durata di 14 giorni, contenente i programmi di due settimane. In origine questa pubblicazione riguardava il giorno di Natale e il giorno di Capodanno, ma in alcune occasioni sono apparsi in edizioni separate, dato che il periodo di due settimane terminava appena prima del nuovo anno.